# Battlestar Galactica: Blood & Chrome
Battlestar Galactica: Blood & Chrome (titlu original: Battlestar Galactica: Blood & Chrome) este un film SF americano-canadian din 2012 regizat de Jonas Pate. În rolurile principale joacă actorii Luke Pasqualino, Ben Cotton și Lili Bordán. Este un prequel al serialului reimaginat Battlestar Galactica. De asemenea Battlestar Galactica: Blood & Chrome este un serial-web cu 10 episoade, fiecare având 12 minute, care a avut premiera pe Machinima.com și care a fost compilat într-un singur film, iar serialul TV planificat a fost anulat.

## Distribuție
- Luke Pasqualino - William "Husker" Adama
- Ben Cotton - Coker Fasjovik
- Lili Bordán - Dr. Beka Kelly
- John Pyper-Ferguson - Xander Toth
- Zak Santiago - Armin "High Top" Diaz
- Leo Li Chiang - Osirus Marine Sergeant
- Mike Dopud - Deke Tornvald
- Brian Markinson - Commander Silas Nash
- Adrian Holmes - Lt. Decklan Elias
- Karen LeBlanc - Jenna
- Carmen Moore - Sr. Lieutenant Nina Leotie
- Toby Levins - Pilot "Sandman"
- Allison Warnyca - Jaycie McGavin
- Jill Teed - Commander Ozar
- Jordan Weller - Seamus Fahey
- Tom Stevens - Marine Baris

## Producție
Filmările au avut loc la Vancouver, Canada.